# Heinrich Julius Klaproth

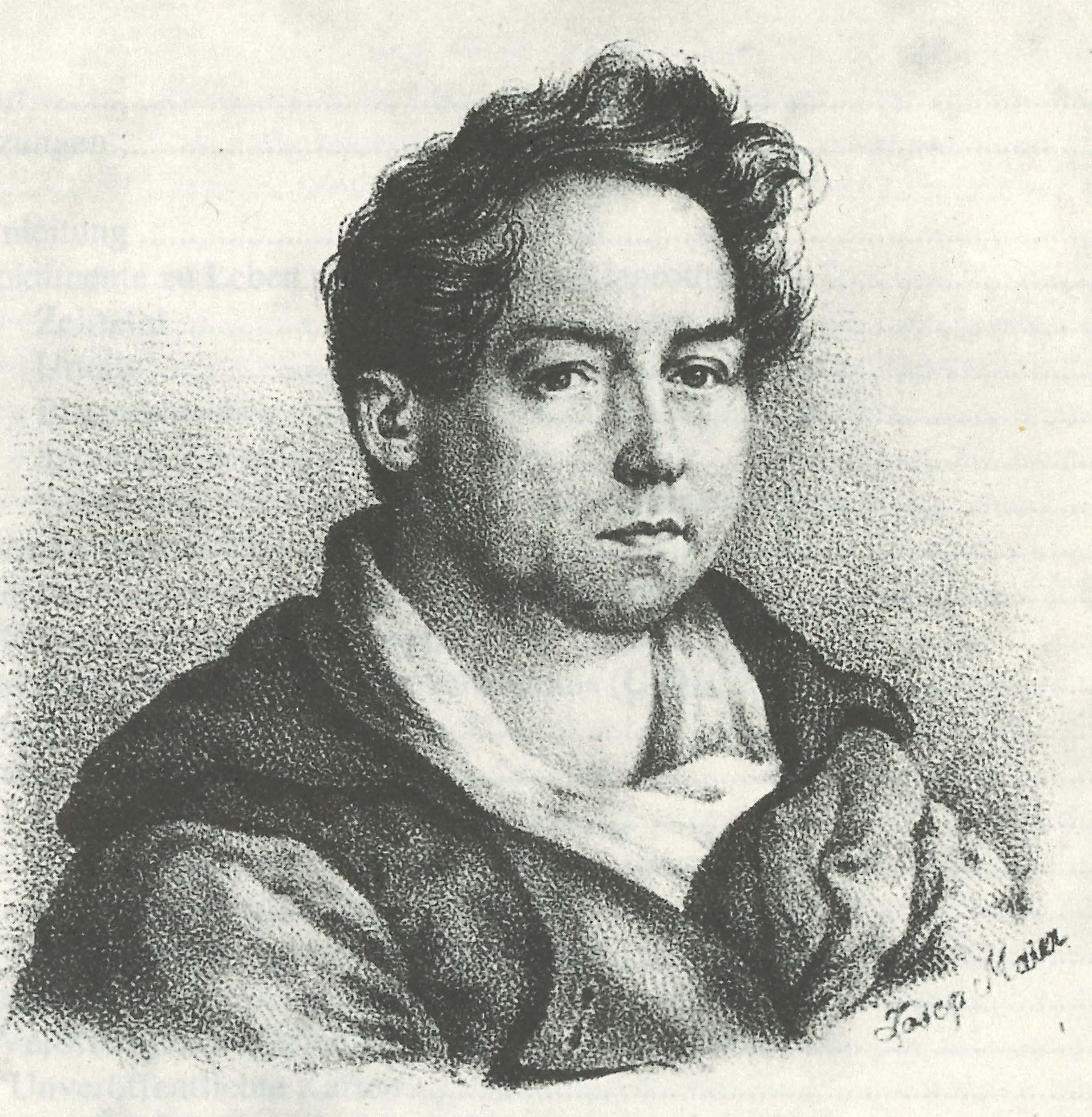
Julius Klaproth

Julius von Klaproth (* 11. Oktober 1783 in Berlin als Heinrich Julius Klaproth; † 28. August 1835 in Paris) war ein deutscher Orientalist, Sinologe und Linguist. Er war der Urheber der Theorie der tibetobirmanischen Sprachfamilie und verbreitete den Begriff der indogermanischen Sprachfamilie in Europa.

## Leben
Julius von Klaproth wurde als Sohn des Chemikers Martin Heinrich Klaproth 1783 in Berlin geboren. Sein Vater wurde in der von der Familie Rose geführten Apotheke „Zum Weissen Schwan“ ausgebildet und führte selber in Berlin die Apotheke „Zum Bären“. Er ist der Entdecker der chemischen Elemente Uran, Zirkonium und Cer und er bestätigte die Isolierung von Titan, Tellur und Strontium.
Entgegen den Wünschen seines Vaters auch Chemie zu studieren, brachte sich von Klaproth bereits im Alter von 14 Jahren selber Chinesisch bei. Des Weiteren lernte er im Selbststudium auch Mandschu, Mongolisch, Türkisch, Arabisch und Persisch. 1801 begann er ein Studium in Halle. In Dresden beschäftigte er sich mit der dort vorhandenen orientalischen Sammlung. Im Alter von neunzehn Jahren veröffentlichte er das „Asiatische Magazin“.
Durch seine Bekanntschaft mit dem polnischen Grafen Jan Potocki, welcher für das russische Außenministerium arbeitete, wurde er als Professor für die neue Orientalische Akademie in Vilnius empfohlen. Als Adjunkt der Kaiserlichen Russischen Akademie der Wissenschaften in St. Petersburg nahm von Klaproth 1805 an Graf Golowkins Expedition nach China teil. Obwohl die Reise an der russisch-chinesischen Grenze endete, vertiefte er unterwegs seine Kenntnisse des Chinesischen mit Muttersprachlern und sammelte Daten der verschiedenen anderen Sprachen, welche er antraf. Die so gesammelten Erkenntnisse veröffentlichte er in den folgenden Jahren in mehreren Büchern.
1807 wurde er außerordentliches Mitglied der Kaiserlichen Russischen Akademie der Wissenschaften und in den russischen Adelsstand erhoben, weswegen er seinen Namen fortan mit dem Prädikat „von“ verwendete. In der Funktion als Forschungsreisender für die Akademie bereiste er bis 1809 Georgien und den Kaukasus, wo er weitere Sprachdaten sammelte.
Sein Förderer, Graf Potocki, empfahl ihm ein Besuch in Paris. Die Stadt gefiel ihm so gut, dass er 1814 den exilierten Napoleon auf Elba besuchte, in der Hoffnung, nach Paris berufen zu werden.
In Dresden lernte er die Brüder von Humboldt kennen, welche den preußischen König Friedrich Wilhelm III. davon überzeugten, ihn 1816 zum Professor für Orientalische Sprachen und Literatur an der Universität Bonn zu ernennen. Allerdings trat von Klaproth diese Stelle nicht an, sondern erhielt einen unbegrenzten bezahlten Studienaufenthalt in Paris zugesprochen, wo er den Rest seines Lebens verbrachte. Dadurch verlor von Klaproth seinen russischen Adelsstatus. In Paris gründete er 1821 die Société asiatique. Am 28. August 1835 starb er ebenda, wahrscheinlich an Herzversagen. Der Trauerzug wurde von Alexander von Humboldt geleitet und von Klaproth wurde auf dem Friedhof von Montmartre beigesetzt.

## Wirkung
Julius von Klaproth veröffentlichte zeitlebens über 300 Werke und postulierte als erster eine wissenschaftlich fundierte Theorie der tibetobirmanischen Sprachfamilie.
Sein wohl berühmtestes Werk ist das aus einem Sprachatlas und einem Textband bestehende Asia polyglotta, in welchem er 23 verschiedene Sprachfamilien postulierte und jede mit kurzen lexikographischen Beispielen erläuterte.
Die tibetobirmanischen Sprachen, welche von Klaproth als zusammengehörig postulierte, sind Tibetisch, Burmesisch, Garo, Chinesisch sowie alle anderen Sprachen, die nachweislich mit diesen verwandt sind. Er ging dabei nicht auf eine genaue Hierarchie dieser Sprachen ein, was zu verschiedenen Ansichten bei der Verwendung von Begriffen wie „sinotibetische Sprachfamilie“ führt. Julius von Klaproth führte die Sprachen nebeneinander auf, während es seither immer wieder zu anderen Gruppierungen gekommen ist, wobei sich die Version „Chinesisch versus alle anderen sinotibetischen Sprachen“ hält, um Chinesisch oder die chinesischen Sprachen als etwas gesondertes darstellen zu können.
Ein neueres Modell des niederländischen Sprachforschers George van Driem gruppiert diese Sprachen unter dem Modell „transhimalajische Sprachen“ als „fallen leaves“: der exakte Stammbaum mag (noch) unbekannt sein, jedoch sind die Blätter des Baumes (die verwandten Sprachen) durchaus erkennbar.
Daneben war er maßgeblich daran beteiligt, dass die asiatischen Sprachen in separate Familien (Austronesisch, Tibetobirmanisch) eingeteilt werden, anstatt der vorher dominanten und rassistisch geprägten Idee, dass alle asiatischen Sprachen in einer einzigen Familie (Japhetisch) klassifiziert werden sollten.
Wie auch Friedrich Max Müller nach ihm bestand Julius von Klaproth darauf, entgegen der damals dominanten Meinung, dass eine sprachliche Verwandtschaft und eine biologische Abstammung des Sprechervolkes als zwei separate Themen zu behandeln sein müssen: „Es ist richtig zu sagen, die deutsche Sprache stammt von denselben Wurzeln ab als das Sanskrit, aber unsinnig darum das Deutsche Volk von den Hindu abzuleiten.“
Julius von Klaproth verwendete den vom dänischen Forscher Conrad Malte-Brun geprägten Begriff „Indo-Germanisch“, um den vorherig „Scythisch“ genannten Stammbaum treffender zu bezeichnen. Der Name bezieht sich auf die geografische Verteilung der diesem Stammbaum angehörigen Sprachen. Die südöstlichste Sprache ist eine indische oder indo-arische (Singhalesisch) und die nordwestlichste eine germanische (Isländisch).
Daneben veröffentlichte von Klaproth auch Grammatiken der verschiedenen Sprachen, welche er auf seinen Reisen begegnete, darunter Uigurisch und Kurdisch. Ein Wörterbuch des Mandschu konnte aufgrund von Problemen mit der Schriftsetzung nicht zu Lebzeiten veröffentlicht werden.
Er beschäftigte sich nicht nur mit asiatischen Sprachen, sondern war auch an der Entzifferung der ägyptischen Hieroglyphen interessiert. Seine Kritik an Jean-François Champollion bleibt umstritten.
Er entwickelte auch die Methodik der linguistischen Paläontologie und erkannte, dass die Insel Formosa (heute Taiwan) die Urheimat der austronesischen Sprachen sein muss.

## Werke (Auswahl)
- Leichenstein auf dem Grabe der chinesischen Gelehrsamkeit des Herrn Joseph Hager. Halle: Waisenhausdruckerei 1811.
- Abhandlung über die Sprache und Schrift der Uiguren. Hamburg: Buske, 1985. Unveränd. Nachdr. d. Ausg. Paris, Königl. Druckerei, 1820. Mit e. Vorw. von Wolfgang-Ekkehard Scharlipp.
- Kurilen oder Aino. Bochum: Adami, 1984, [Nachdr. d. Ausg.] Schubart, Paris, 1823.
- Asia polyglotta (Paris 1823, nebst Sprachatlas; 2. Auflage, Paris 1831), worin er die Verzweigungen der asiatischen Völker in ihrer Stammverwandtschaft nachweist;
- Tableaux historiques de l’Asie. Paris 1823, 4 Bde. mit Atlas.
- Mémoires relatifs à l’Asie. Paris 1824–1828, 3 Bde. Digitalisat im MDZ
- Collections d’antiquités égyptiennes. Paris 1829.
- Examen critique des travaux du feu M. Champollion sur les hiéroglyphes. Paris 1832.
- San Kokf Tsou Ran To Sets ou Aperçu général des trois royaumes, traduit de l’original japonais-chinois. Paris 1832.[5]
- Lettre à M. le baron A. de Humboldt sur l’invention de la boussole. Deutsche Übersetzung von Dr. Armin Wittstein: Julius Klaproth’s Schreiben an Alexander von Humboldt über die Erfindung des Kompasses. Leipzig: Weigel 1885.
- Annales des empereurs du Japon (Nihon Ōdai Ichiran). Paris 1834.[6]
- Werke von und über Julius Klaproth in französischer und deutscher Sprache im Internet Archive – online